# Catocala luciana
Catocala luciana là một loài bướm đêm thuộc họ Erebidae. Nó được tìm thấy ở miền tây Bắc Mỹ, về phía đông đến Minnesota và Illinois và northward into extreme miền nam Alberta và Saskatchewan. It occurs widely across the Great Plains, phía nam đến New Mexico, Arizona và California.

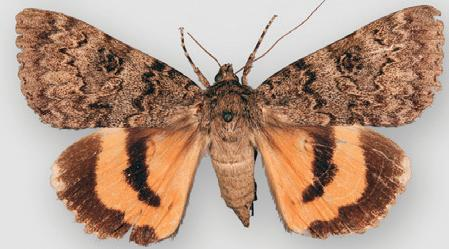
lectotype của Catocala nebraskae, hiện tại được coi là đồng nghĩa của Catocala luciana

Sải cánh dài 63–68 mm. Con trưởng thành bay từ tháng 8 đến tháng 10 tùy theo địa điểm.

## Hình ảnh

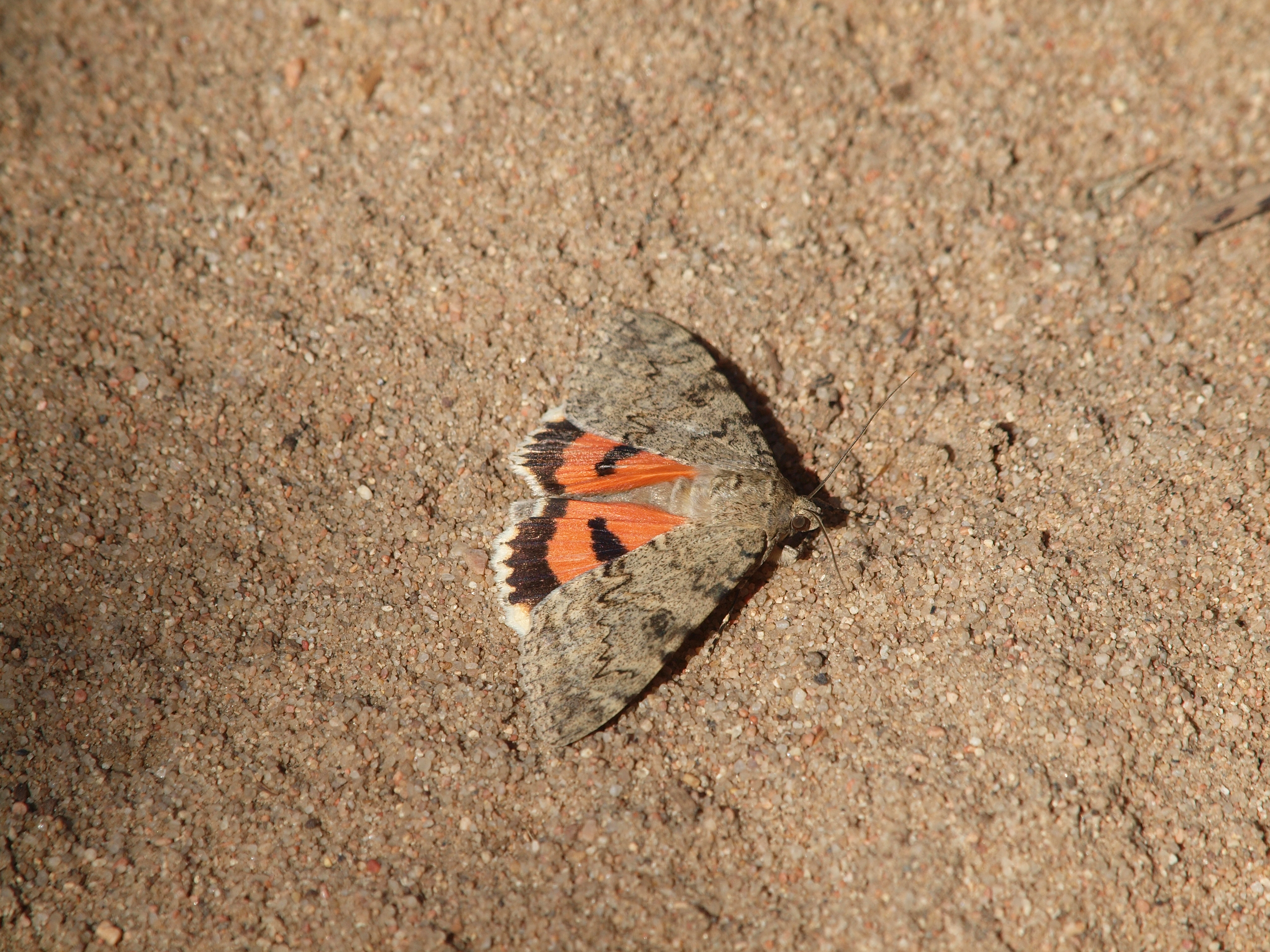